# Markus Muntean
Markus Muntean (* 1962 in Graz) ist ein österreichischer Künstler rumänischer Abstammung. Gemeinsam mit Adi Rosenblum erhielt er 2001 den Preis der Stadt Wien für Bildende Kunst.
Muntean arbeitet seit 1992 mit der gleichaltrigen, im israelischen Haifa geborenen, Adi Rosenblum zusammen. Das Künstlerpaar lebt und arbeitet in Wien.
Muntean/Rosenblum nehmen die aktuelle Jugendkultur ironisch aufs Korn. Verloren dreinblickende Teenager posieren in klassischen Tableaus. Dazu fügt das Künstlerpaar Textunterschriften oder Sprechblasen ein. Ratlosigkeit, Sehnsucht und Verzweiflung werden so zum Ausdruck gebracht. Muntean/Rosenblum schaffen Rauminstallationen, publizieren Bücher und arbeiten mit großformatiger, plakathaft realistischer Malerei.
Im Jahre 2010 stellte die Galerie Georg Kargl in Wien Werke des Künstlerpaares aus.